# The CD Single Collection
The CD Single Collection – kolekcja pięciu płyt CD szwajcarskiego zespołu Yello wydana w 1989 roku przez wytwórnię Windsong International (rok wcześniej wydano kompilację winylów zespołu – The 12" Collection). Na kolekcję tę składają się największe i najbardziej popularne dotąd wydane single zespołu, które ukazały się na płytach kompaktowych.

## Lista utworów
1. Let Me Cry
  1. „Let Me Cry” – 4:17
  2. „Haunted House” – 4:28
2. Oh Yeah
  1. „Oh Yeah (Dance Mix)” – 6:25
  2. „La Habanera” – 5:10
  3. „Oh Yeah (Indian Summer Version)” – 5:30
3. Goldrush
  1. „Goldrush I” – 6:31
  2. „Goldrush II” – 6:12
  3. „She's Got A Gun (Live At The Palladium, N.Y.)” – 4:20
4. The Race
  1. „The Race” – 13:22
  2. „Another Race (Magician's Version For Tempest + Cottet)” – 3:42
5. Tied up
  1. „Tied up in Red” – 8:36
  2. „Wall Street Bongo” – 3:05
  3. „Tied up” – 6:05